# Upplands runinskrifter 880
Upplands runinskrifter 880 är en vikingatida runsten av grovkornig granit i Skogs-Tibble kyrka, Skogs-Tibble socken och Uppsala kommun. Röda och svarta färgrester fanns bevarade då stenen upptäcktes 1938. Att stenen upptäcktes överhuvudtaget berodde på att man vid en renovering rev upp kyrkans tegelgolv. Förmodligen hade runstenen lagts där bara sextiotalet år tidigare som bärande underlag åt en ny kamin. Möjligen fanns stenen även tidigare i kyrkan men på annan plats.

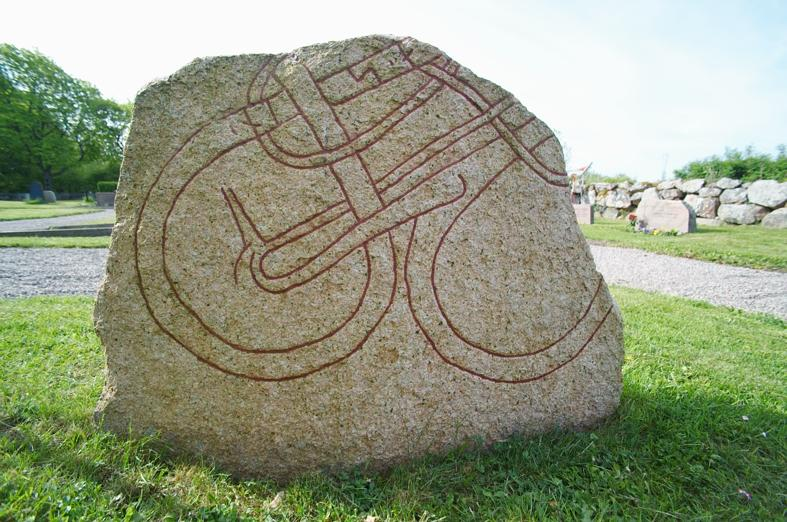
Andra sidan av U 880 (sida A).

Runsten U 880 är ett fragment. På båda sidor av stenen finns ristningar. Runslingorna och runtecken är 6-7 centimeter höga på båda sidorna.

## Inskriften
Translitterering av runraden:
§A ...bl... ... ...a · sin · 
§B ...sl... ... ifti- ...-----... ...aþ · ybir rista · runa
Normalisering till runsvenska:
§A ... ... [bond]a(?) sinn. 
§B ... ... æfti[ʀ] ... [b]að Øpiʀ rista runaʀ.
Översättning till nusvenska:
sin man(?). Efter...bad Öpir rista runorna
Förmodligen har A-sidan av stenen innehållit själva minnesmärket. Stenen är signerad av Öpir.